# سانوفي-سينتيلابو
سانوفي-سينتيلابو (بالفرنسية: Sanofi-Synthélabo)‏ كانت شركة صناعة دوائية فرنسية تأسست عام 1999 من اندماج سانوفي مع سينتيلابو.
وفي عام 2004 اندمجت سانوفي-سينتيلابو مع أفنتس لتكوين سانوفي-أفنتس، والتي كانت حينها ثالث أكبر شركة صناعة أدوية في العالم بعد فايزر الأمريكية وغلاكسو سميث كلاين البريطانية.
تأسست سانوفي عام 1973، بينما تأسست سينتيلابو عام 1970 واشترتها لوريال المختصة بمنتجات التجميل عام 1973.